# Coturnicini
Coturnicini — триба куроподібних птахів родини фазанових (Phasianidae). Поширена в Європі, Африці, Азії та Австралазії. Цей таксон був підтверджений філогенетичним аналізом куроподібних у 2021 році та прийнятий Міжнародним орнітологічним конгресом. Назва триби прийнята в «Повному контрольному списку птахів світу Говарда і Мура».

## Класифікація
Триба включає 54 види у 9 родах.
- Улар (Tetraogallus) Gray, 1832 — 5 видів;
- Пустельна куріпка (Ammoperdix) Gould, 1851 — 2 види;
- Synoicus Bosc, 1792 — 4 види;
- Мадагаскарська куріпка (Margaroperdix) Reichenbach, 1853 — 1 вид;
- Перепілка (Coturnix) Garsault, 1764 — 6 видів;
- Кеклик (Alectoris) Kaup, 1829 — 7 видів;
- Чагарникова перепілка (Perdicula) Hodgson, 1837 — 4 види;
- Гімалайська перепілка (Ophrysia) Bonaparte, 1856 — 1 вид;
- Pternistis Wagler, 1832 — 24 види.